# PAL (компания)

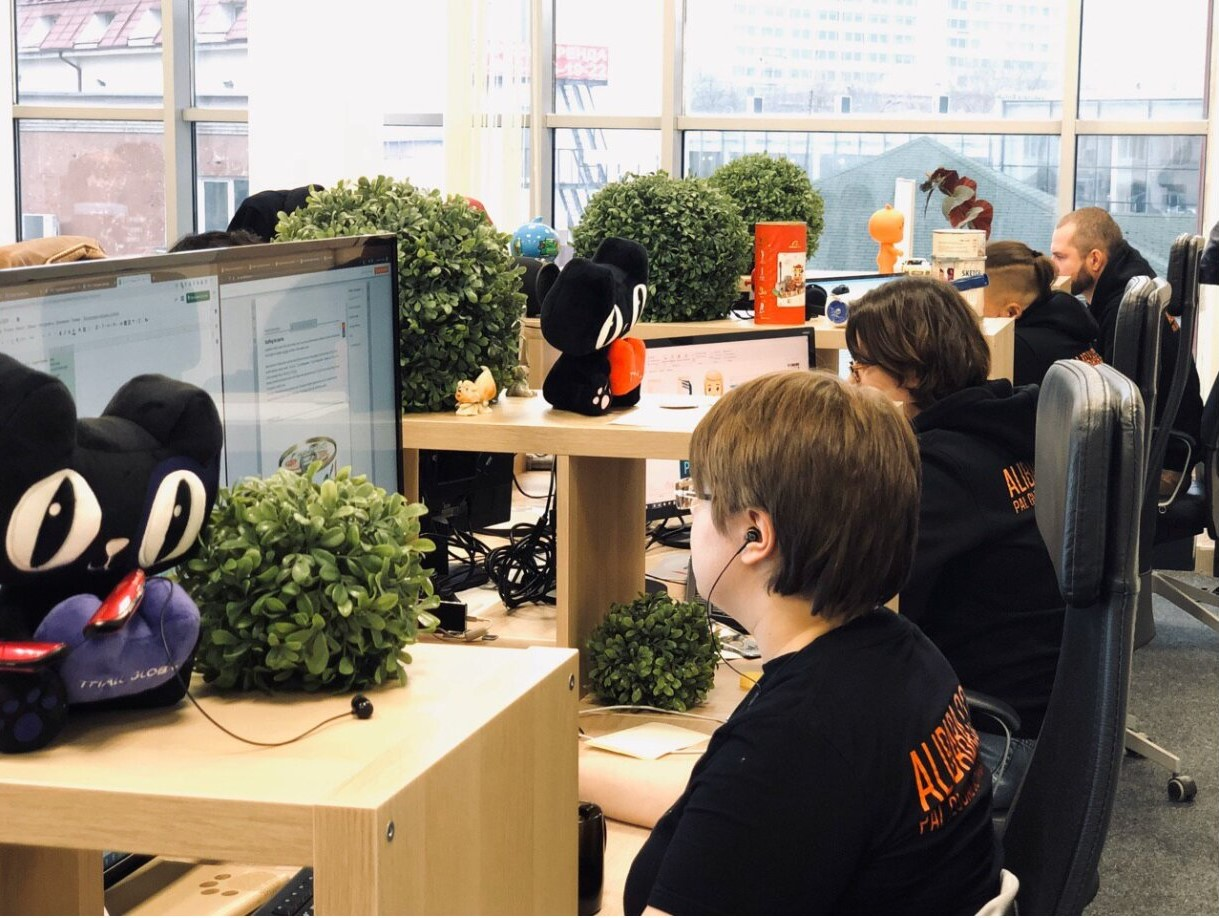
Офис компании PAL

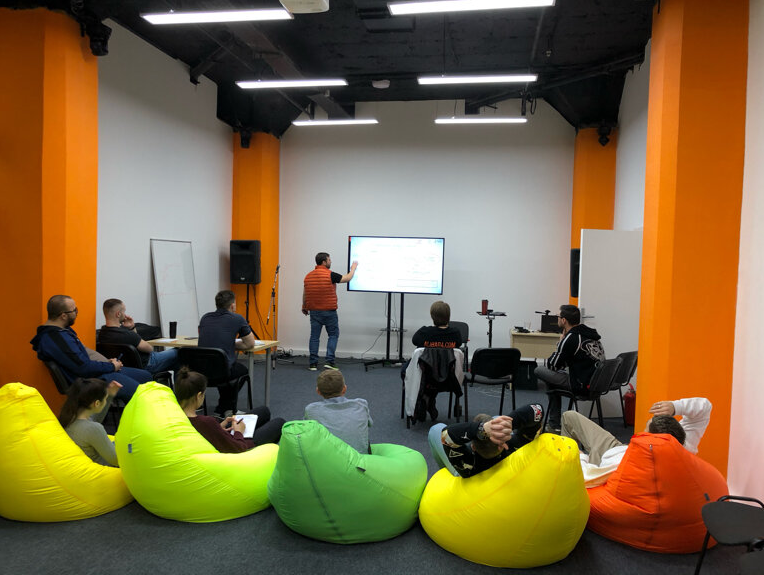
Обучение продавцов на Alibaba.com

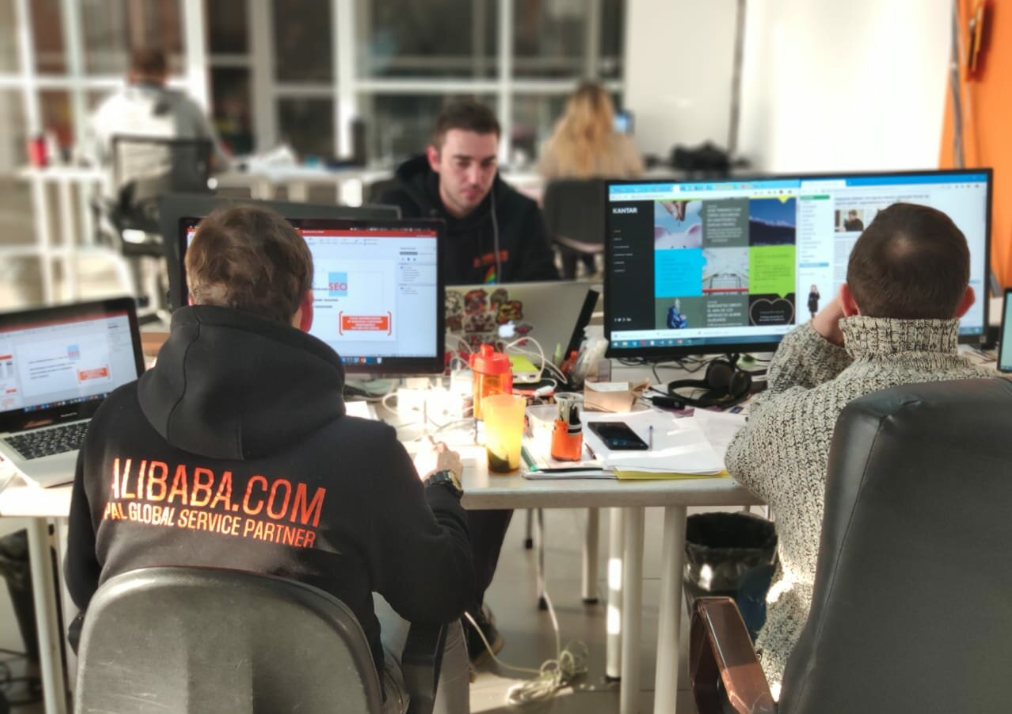
Стажёры в компании PAL

«PAL» — официальная сервисная компания площадки Alibaba.com, осуществляющая подключение к площадке и обслуживание продавцов на ней. На данный момент компанией реализовано более 3000 крупных проектов по выводу компаний на маркетплейсы как из России, так и из других стран. Так же компания занимается выводом иностранных компаний на рынки России, Узбекистана и Казахстана.

## Деятельность в России

### 2017 год
Взаимодействие РЭЦ (Российский Экспортный Центр) и компании PAL началось с Соглашения о сотрудничестве между организациями, которое было подписано 22 Сентября 2017 года. Благодаря плодотворному взаимодействию в 2017 и 2018 годах на международный рынок B2B-электронной торговли было выведено более 100 компаний со всей России, организованы первые семинары и вебинары, проведён ряд встреч с представителями штаб квартиры Alibaba.com на тему организации совместного проекта по размещению субъектов МСП на
торговой площадке по примеру аналогичных проектов в Турции, Малайзии и Южной Кореи. Кроме этого руководящий состав компании PAL, принял участие в качестве спикера на первом форуме РЭЦ в Аналитическом центре при правительстве РФ, который был посвящён электронной торговли — «Экспорт по каналам электронной торговли» 7 марта 2017 года, с докладом «Оптовые продажи через Интернет: продвижение товара на международной платформе Alibaba.com». Форум транслировался онлайн
поэтому тысячи предпринимателей по всей стране смогли ознакомиться с новым каналом продаж задать свои вопросы и в дальнейшем обратиться в РЭЦ за получением более подробной консультации.
«Alibaba.com нельзя просто назвать китайской торговой площадкой. Это маркетплейс, который был создан в Китае, но уже давно популярен во всем мире. Именно через эту площадку осуществляется порядка 80% всех B2B-продаж в интернете. Мы рады появлению в России сертифицированных партнеров компании Алибаба, наша совместная работа с компанией PAL позволит увеличить количество российских компаний представленных на торговой площадке Alibaba.com, а главное - повысить их уровень сервиса, вследствие чего увеличится и объем продаж российских товаров»

Михаил Мамонов, управляющий директор РЭЦ по международному продвижению торговли.

### 2018 год
Подписан ряд договоров о сотрудничестве с центрами поддержки предпринимательства и экспорта во многих регионах России с дальнейшим размещением их продукции на торговой площадке Alibaba.com:
- Центр развития промышленности Ленинградской области
- Свердловский областной фонд поддержки предпринимательства (СОФПП)
- Центр развития экспорта Приморского края
- Центр поддержки экспорта Волгоградской области
- Центром экспорта Ярославской области

«Сегодня очевидно, что продавать лучше всего там, где есть высокая концентрация потенциальных покупателей», - объясняет министр инвестиций и развития Свердловской области Виктория Казакова.  Только на сайте Alibaba.com зарегистрировано более 260 млн человек из 240 стран. Именно этим, по мнению чиновника, и сильны зарубежные площадки. И именно по этой причине региональные власти пытаются помочь компаниям региона выйти на новые рынки.

### 2019 год
В качестве экспертов компания PAL привлечена к реализации национального проекта "Малое и среднее предпринимательство и поддержка индивидуальной предпринимательской инициативы" и создания с Минэкономразвития России единой национальной цифровой экосистемы поддержки субъектов малого и среднего предпринимательства.
Компания PAL запустила пилотную программу для экспортёров совместно с Московским Экспортным Центром. Опыт пилотной программы МЭЦ позволил компании PAL, в течение 2019 года, быстро запустить аналогичные программы более чем 30 регионах РФ. Были разработаны положение о субсидии, типовая форма договора и техническое задание, которые были взяты на вооружения региональными ЦПЭ (Центры Поддержки Экспортёров) с учётом особенностей регионального законодательства.

Продукция ленинградских экспортеров появилась на международной B2B-площадке Alibaba.com, размещаться они будут за счет федеральных средств. Соглашение о сотрудничестве было подписано между официальным сервисным партнером Alibaba.com в России «ПА Логистикс» и Центром развития промышленности Ленинградской области.
«Данный договор поддержит ориентированные на экспорт предприятия. Электронная торговля на сегодняшний день является важным сегментом мировой экономики и ее развитие в регионе будет способствовать росту доходов компаний Ленобласти».

Губернатор Ленинградской области, Александра Дрозденко
В рамках 10-го IT-форума в Вологде исполнительный директор официального сервисного партнера Alibaba.com Дмитрий Хаскель, председатель регионального отделения «Опоры России» Алексей Логанцов и директор ООО «Бизнес на экспорт» Юлия Балашова подписали соглашение о сотрудничестве.

### 2020 год
В 2020 году компанией PAL были внедрены новые решения и продукты, направленные на повышение эффективности работы МСП, такие как управление аккаунтами, товарная аналитика, шлюз API для автоматизированного обмена информацией с Площадками (подобный ресурс уже создан компанией PAL для Поставщиков Aliexpress / Tmall Россия). Кроме этого, запланированы работы по оптимизации и повышению эффективности взаимодействия с ЦПЭ и МСП, за счёт внедрения электронного документооборота, повышения функциональности личных кабинетов и развития образовательных онлайн программ.

Совместно Российским Экспортным Центром запущен поток акселерационной программы «Акселератор экспортного роста», участниками которого стали 25 предприятий. В их число вошли такие крупные производственные и технологические компании, как АО «НПО Завод «Волна», ПАО «Казанский вертолетный завод», ООО ПК «АНГСТРЕМ».
«В прошлом году участниками программы, стартовавшей 1 июля, стало 161 предприятие, из которых в настоящее время 36 компаний заключили 55 экспортных контрактов. При этом необходимо учитывать, что целью программы является заключение участниками новых экспортных контрактов в течение 12 месяцев с даты вхождения в программу, поэтому мы ожидаем, что число компаний и заключенных ими контрактов будет расти».

Старший вице-президент Российского экспортного центра Алексей Кожевников

### 2021 год
Становится официальным интегратором и разработчиком программного обеспечения 1С-Битрикс и франчайзи программных продуктов 1С.
Запуск собственных складов фулфилмента для продавцов на российских и иностранных маркетплейсах под брендом E-Fulfillment. Производственные мощности по обработке товаров 300 000 единиц в месяц с логистикой в более чем в 40 стран мира. Работа ведётся по 15 ведущим B2C-маркетплейсам.
Получение статуса официального дистрибьютора продукции Satisfyer на территории РФ и СНГ.
Начало взаимодействия с ФТС (Федеральной Таможенной Службой) в рамках Международного таможенного форума.

## Деятельность в СНГ

### Узбекистан
В 2020 году компания PAL совместно с правительством Узбекистана, в лице Торгово-Промышленной Палаты (ТПП), запустила проект по подключению к платформам Alibaba Group субъектов малого и частного бизнеса республики, которые представят в том числе продукцию национально-прикладного искусства.

### Казахстан
Министерство торговли и интеграции Республики Казахстан совместно с НПП "Атамекен" и Центром развития торговой политики "QazTrade" запустили программу для действующих товаропроизводителей – "Школа интернет-экспортера" для развития и увеличения количества казахстанских товаропроизводителей на международных электронных торговых площадках, таких как Alibaba.com и Ebay.com. Обучение провели эксперты – Борис Нейман, генеральный директор компании "PAL" и Дмитрий Демьянов, генеральный директор "Импульс" - официального сервисного партнера eBay.com в России.

## Статус
Основные статусы компании во взаимодействие с другими компаниями:
- Сервисная компания Alibaba.com c 2016 года;
- Партнёр РЭЦ по развитию экспорта через E-com с 2017 года;
- Сервисная компания AliExpress / Tmall Россия с 2019 года;
- Оператор по реализации программы размещения МСП на Alibaba.com в 33 регионах РФ
- Официальный технологический партнёр Ozon.ru на территории Казахстана

## Награды
- Alibaba.com Excellent Channel Partner
- Alibaba.com Overseas Channel Top Sales

## Публичная деятельность
Компания PAL подготавливает профессиональных лекторов и спикеров в области глобальной электронной коммерции, которые регулярно выступают как на крупных российских и международных мероприятиях, так и ведут курсы в ВУЗах. Ежегодно компания внутри своего офиса обучает большое количество практикантов высших учебных заведений, чтобы развивать индустрию E-COM торговли и готовить кадры для компаний которые планируют выход на маркетплейсы.
| Год  | Город                          | Мероприятие | Спикер                         | Источник                        |
| ---- | ------------------------------ | --- | ------------------------------ | ------------------------------- |
| 2017 | Минск                          | Международная практическая конференция по продажам и маркетингу "Взрывные продажи 5.0"                            | Нейман Борис                   | [ 23 ] [ 24 ]                   |
|      | Рязань                         | Мастер-класс «Онлайн-торговля» для Рязанского центра поддержки экспорта                                           | Нейман Борис                   | [ 25 ]                          |
|      | Москва                         | Семинар SPSR Express и РЭЦ «Экспорт по каналам электронной торговли»                                              | Нейман Борис                   | [ 26 ]                          |
|      | Москва                         | Эфир на радио "Mediametrics"                                                                                      | Нейман Борис                   | [ 27 ]                          |
| 2018 | Калининград                    | Конференции «Электронная торговля. Открытый рынок», Международный форум предпринимателей региона Балтийского моря | Нейман Борис                   | [ 28 ] [ 29 ]                   |
|      | Иваново                        | V Всероссийский форум легкой промышленности                                                                       | Хаскель Дмитрий                | [ 30 ]                          |
|      | Воронеж                        | Пятый Воронежский форум предпринимателей                                                                          | Хаскель Дмитрий                | [ 31 ]                          |
|      | Ярославль                      | День промышленности Ярославской области                                                                           | Хаскель Дмитрий                | [ 32 ]                          |
|      | Ставрополь                     | Мастер-класс для Фонда поддержки предпринимательства в Ставропольском крае                                        | Нейман Борис                   | [ 20 ] [ 33 ] [ 34 ]            |
|      | Ижевск (Удмуртская Республика) | Мастер-класс «Выход на экспорт по каналам электронной торговли»                                                   | Нейман Борис                   | [ 35 ]                          |
|      | Москва                         | Конференция «Экосистема ВЭД: Москва — мегаполис экспорта»                                                         | Нейман Борис                   | [ 36 ]                          |
|      | Москва                         | Конференция «Трансграничная электронная торговля: новые возможности, проблемы и пути решения»                     | Нейман Борис                   | [ 37 ] [ 38 ]                   |
|      | Москва                         | Конференция для экспортеров и экспертов ВЭД «Москва — территория экспорта»                                        | Нейман Борис                   | [ 39 ]                          |
|      | Москва                         | Международная Конференция «Логистика химической промышленности» CHEMICAL SC-2018                                  | Нейман Борис                   | [ 40 ]                          |
|      | Москва                         | ICONS FORUM | Хаскель Дмитрий                | [ 41 ]                          |
|      | Тюмень                         | Форум "День предпринимателя-2018. Продаем тюменское!"                                                             | Хаскель Дмитрий                | [ 42 ]                          |
|      | Тула                           | Эфир на радио "Mediametrics"                                                                                      |                                |                                 |
|      | Казань                         | Семинар «ExportMe. Exploring E-commerce»                                                                          | Нейман Борис                   | [ 43 ] [ 44 ] [ 45 ]            |
|      | Ульяновск                      | Форум «Сделано в Ульяновской области»                                                                             | Нейман Борис                   | [ 46 ]                          |
| 2019 | Калининград                    | Международный Янтарный форум «AMBERFORUM»                                                                         | Нейман Борис                   | [ 47 ]                          |
|      | Астрахань                      | Мастер-класс для Астраханского центра координации поддержки экспорта                                              | Нейман Борис                   | [ 48 ]                          |
|      | Москва                         | Форум «Цифровая эволюция бизнеса»                                                                                 | Нейман Борис                   | [ 49 ]                          |
|      | Москва                         | Семинар «Китайские торговые площадки как инструмент продвижения экспорта                                          | Мартынов Михаил                | [ 50 ]                          |
|      | Москва                         | Конференция Сбербанка «ВЭД. Новый уровень. Экспорт.»                                                              | Хаскель Дмитрий                | [ 51 ]                          |
|      | Москва                         | 53-й Форум «Текстильлегпром»                                                                                      | Хаскель Дмитрий                | [ 52 ]                          |
|      | Москва                         | Телеэфир на "МИР 24"                                                                                              | Хаскель Дмитрий                | [ 53 ]                          |
|      | Москва                         | Семинар «Alibaba – развитие экспорта каналами электронной торговли»                                               | Хаскель Дмитрий                | [ 54 ]                          |
|      | Пермь                          | Форуме «Электронная торговля. Большие масштабы малого бизнеса»                                                    | Хаскель Дмитрий                | [ 55 ] [ 56 ]                   |
|      | Вологда                        | 10-й IT-Форум "Современные технологии: для государства и общества"                                                | Хаскель Дмитрий                | [ 12 ] [ 57 ]                   |
|      | Тюмень                         | Семинар для Торгово-промышленная палата Тюменской области                                                         | Хаскель Дмитрий                | [ 58 ]                          |
|      | Тюмень                         | Тюменский экспортный форум                                                                                        | Мартынов Михаил                | [ 59 ]                          |
|      | Иваново                        | Конференция «Перспективные тенденции развития экспорта»                                                           | Мартынов Михаил                | [ 60 ]                          |
|      | Ярославль                      | Cеминар Центра экспорта Ярославской области                                                                       | Нейман Борис                   | [ 61 ] [ 62 ]                   |
|      | Тула                           | Семинар «Региональные электронные торговые площадки»                                                              | Нейман Борис                   | [ 63 ]                          |
|      | Сочи                           | Российский Инвестиционный Форум                                                                                   | Нейман Борис                   | [ 7 ] [ 8 ] [ 9 ] [ 10 ] [ 11 ] |
|      | Брянск                         | Семинар «Электронная торговля, как инструмент экспорта товаров и услуг на международные рынки».                   | Хаскель Дмитрий                | [ 64 ]                          |
|      | Москва                         | Эфир на радио "Mediametrics"                                                                                      | Хаскель Дмитрий и Нейман Борис | [ 65 ]                          |
|      | Москва                         | Эфир на телеканале "МИР 24"                                                                                       | Хаскель Дмитрий                | [ 66 ]                          |
| 2020 | Москва                         | 54-й Форум «Текстильлегпром»                                                                                      | Хаскель Дмитрий                | [ 67 ]                          |
|      | Москва                         | Эфир на программе "Leaders Talk"                                                                                  | Хаскель Дмитрий                | [ 68 ]                          |
|      | Германия                       | Бизнес-форум | Хаскель Дмитрий                | [ 69 ]                          |
|      | Москва                         | Интервью для "Российской газеты"                                                                                  | Нейман Борис                   | [ 70 ]                          |
| 2021 | Москва                         | Международный Таможенный Форум                                                                                    | Нейман Борис                   | [ 14 ]                          |
| 2022 | Москва                         | Конференция "Цифровые технологии для ритейла и e-commerce"                                                        | Хаскель Дмитрий                | [ 71 ]                          |

## Промокампании
Заметной рекламной кампанией PAL и AliExpress, было создание совместно с российскими и китайскими производителями индустрии косметики наборов Beauty Box (коробочка с косметикой оформленная в виде почтовой посылки).